# Timothy West
Timothy Lancaster West, född 20 oktober 1934 i Bradford, West Yorkshire, död 12 november 2024 i London, var en brittisk skådespelare.  
West gjorde scendebut 1959 i London. Han fick sitt stora genombrott i TV-serien Edward VII (1975), där han spelade titelrollen som Edvard VII. 
Bland hans mest kända filmer märks Nikolaus och Alexandra (1971), Schakalen (1973), Sköna juveler (1980) och 102 dalmatiner (2000) samt TV-filmen Breakthrough at Reykjavik (1987) där han spelade rollen som Gorbatjov.
West var gift med skådespelaren Jacqueline Boyer mellan 1956 och 1961. Tillsammans med henne hade han dottern Juliet. West var sedan 1963 gift med skådespelaren Prunella Scales (känd som Sybil i komediserien Pang i bygget). En av deras söner, Samuel West, är skådespelare och teaterregissör. Kunskapskanalen har sänt flera avsnitt av reseprogrammet Kanaler, båtar och kärlek där West medverkar tillsammans med hustrun Prunella Scales.

## Filmografi i urval
- 1971 – Nikolaus och Alexandra
- 1973 – Schakalen
- 1975 – Edward VII (TV-serie)
- 1980 – Sköna juveler
- 1982 – Mord är lätt (TV-film)
- 1987 – Breakthrough at Reykjavik (TV-film)
- 1987 – Ett rop på frihet
- 1992 – Shakespeare – The Animated Tales, avsnitt The Tempest (gäströst i TV-serie)
- 1998 – För evigt
- 2000 – 102 dalmatiner
- 2005 – Bleak House (TV-serie)
- 2009 – Kampen om Sydafrika
- 2014–2019 – Kanaler, båtar och kärlek (TV-serie)
- 2019–2022 – Gentleman Jack (TV-serie)